# (145453) 2005 RR43
(145453) 2005 RR43, também escrito como (145453) 2005 RR43, é um objeto transnetuniano que está localizado no Cinturão de Kuiper, uma região do Sistema Solar. Este corpo celeste é classificado como um cubewano e é um membro da família Haumea. Ele possui uma magnitude absoluta de 4,1 e tem um diâmetro estimado de 216 km para 666 km.

## Descoberta
(145453) 2005 RR43 foi descoberto no dia 9 de setembro de 2005. pelos astrônomos Andrew C. Becker, Andrew W. Puckett e Jeremy Martin Kubica.

## Origem
Com base em seu padrão comum de IV com absorções de água-gelo e espectro visível neutro, e pelo agrupamento de seus elementos orbitais, os objetos transnetunianos (145453) 2005 RR43, (24835) 1995 SM55, (19308) 1996 TO66, (55636) 2002 TX300 e (120178) 2003 OP32 parecem ser fragmentos colisionais quebrados do planeta anão Haumea.

## Características orbitais
A órbita de (145453) 2005 RR43 tem uma excentricidade de 0,136 e possui um semieixo maior de 43,159 UA. O seu periélio leva o mesmo a uma distância de 37,275 UA em relação ao Sol e seu afélio a 49,043 UA.

## Superfície
A superfície é coberta por gelo de água como atestado pela absorção profunda em 1,5 e 2 µm no espectro infravermelho e neutro (ou seja, não-vermelho). Dispersando modelos revelam que o gelado de água observado é, pelo menos em uma fração significativa, cristalino e orgânicos, detectado na superfície de muitos bjetos transnetunianos, que estão completamente ausentes. Estas características físicas e orbitais comuns com Haumea levou à sugestão de que (145453) 2005 RR43 é um membro da família de colisão Haumea. O objeto, juntamente com outros membros da família ((19308) 1996 TO66, (24835) 1995 SM55, (55636) 2002 TX300 e (120178) 2003 OP32), pode ter sido criado a partir do manto de gelo ejetado do proto-Haumea como resultado de uma colisão com outro grande corpo (cerca de 1.660 quilômetros).